# Hegarmanah (Cibeber)
Hegarmanah is een bestuurslaag in het regentschap Lebak van de provincie Banten, Indonesië. Hegarmanah telt 1801 inwoners (volkstelling 2010).